# Roland Richwien
Roland Richwien (* 8. Februar 1955 in Mühlhausen) ist ein deutscher Politiker und politischer Beamter (CDU). Er war von 1994 bis 1997 Mitglied des Deutschen Bundestages und von 1997 bis 2014 Staatssekretär mehrerer Ressorts im Freistaat Thüringen.

## Werdegang
Richwien absolvierte von 1971 bis 1973 eine Ausbildung zum Feinoptiker. Nach seinem Grundwehrdienst bei der Nationalen Volksarmee besuchte er von 1976 bis 1979 die Fachhochschule für Feinwerktechnik in Jena, die er als Diplomingenieur für Feinwerktechnik abschloss. Danach war er bis 1990 als Berufsschullehrer an der Berufsschule des VEB Carl Zeiss Jena tätig. 
1990 trat Richwien in die CDU ein. Von 1990 bis 1994 amtierte er als Bürgermeister der Gemeinde Zöllnitz, von 1992 bis 1994 als CDU-Kreisvorsitzender im Landkreis Jena, anschließend als stellvertretender CDU-Kreisvorsitzender im neu gegründeten Saale-Holzland-Kreis. 
Bei der Bundestagswahl 1994 errang Richwien das Direktmandat im Bundestagswahlkreis 302 (Jena – Rudolstadt – Stadtroda). Am 4. November 1997 legte er sein Mandat jedoch nieder, um das Amt des Staatssekretärs im Thüringer Ministerium für Wirtschaft und Infrastruktur (1999 umbenannt in Ministerium für Wirtschaft, Arbeit und Infrastruktur) anzutreten. 2004 wechselte Richwien in das neu gegründete Thüringer Ministerium für Bau und Verkehr (2008 umbenannt in Ministerium für Bau, Landesentwicklung und Medien). 
Eine erneute Kandidatur bei der Bundestagswahl 2009 im Bundestagswahlkreis 194 (Gera – Jena – Saale-Holzland-Kreis) war erfolglos: Richwien unterlag dem Bewerber der Partei Die Linke, Ralph Lenkert, während sieben weitere Wahlkreise von CDU-Bewerbern gewonnen wurden und somit die CDU-Landesliste, auf deren Platz 5 Richwien platziert war, nicht zum Zuge kam. Daher setzte er nach der Thüringer Landtagswahl 2009 seine Laufbahn als Staatssekretär fort, diesmal im Thüringer Ministerium für Landwirtschaft, Forsten, Umwelt und Naturschutz. Nachdem die CDU nach der Landtagswahl 2014 erstmals nicht an der Landesregierung beteiligt war, schied Roland Richwien am 5. Dezember 2014 aus dem Landesdienst aus. 